# Cerkiew Trójcy Świętej w Lesznie
Cerkiew Trójcy Świętej w Lesznie – drewniana filialna cerkiew greckokatolicka, znajdująca się w Lesznie.
Dawna drewniana kaplica greckokatolicka pw. Trójcy Świętej została zbudowana w 1857. Stoi przy polnej drodze za wsią. Została opuszczona po 1947, jednak w latach 1991-1993 została wyremontowana i rozbudowana. Od 1990 służy jako greckokatolicka cerkiew parafialna.
Kaplica ma konstrukcję dwubryłową; składają się z nawy i prezbiterium o jednakowej szerokości, które przykryte są blaszanym dachem o jednej kalenicy. Na środku kalenicy wieżyczka posiada sygnaturkę. Przed nawą znajduje się węższy i niższy przedsionek, a przed nim obszerne zadaszenie chroniące przed deszczem. Podwaliny cerkwi są osłonięte szerokim ochronnym okapem z blachy.

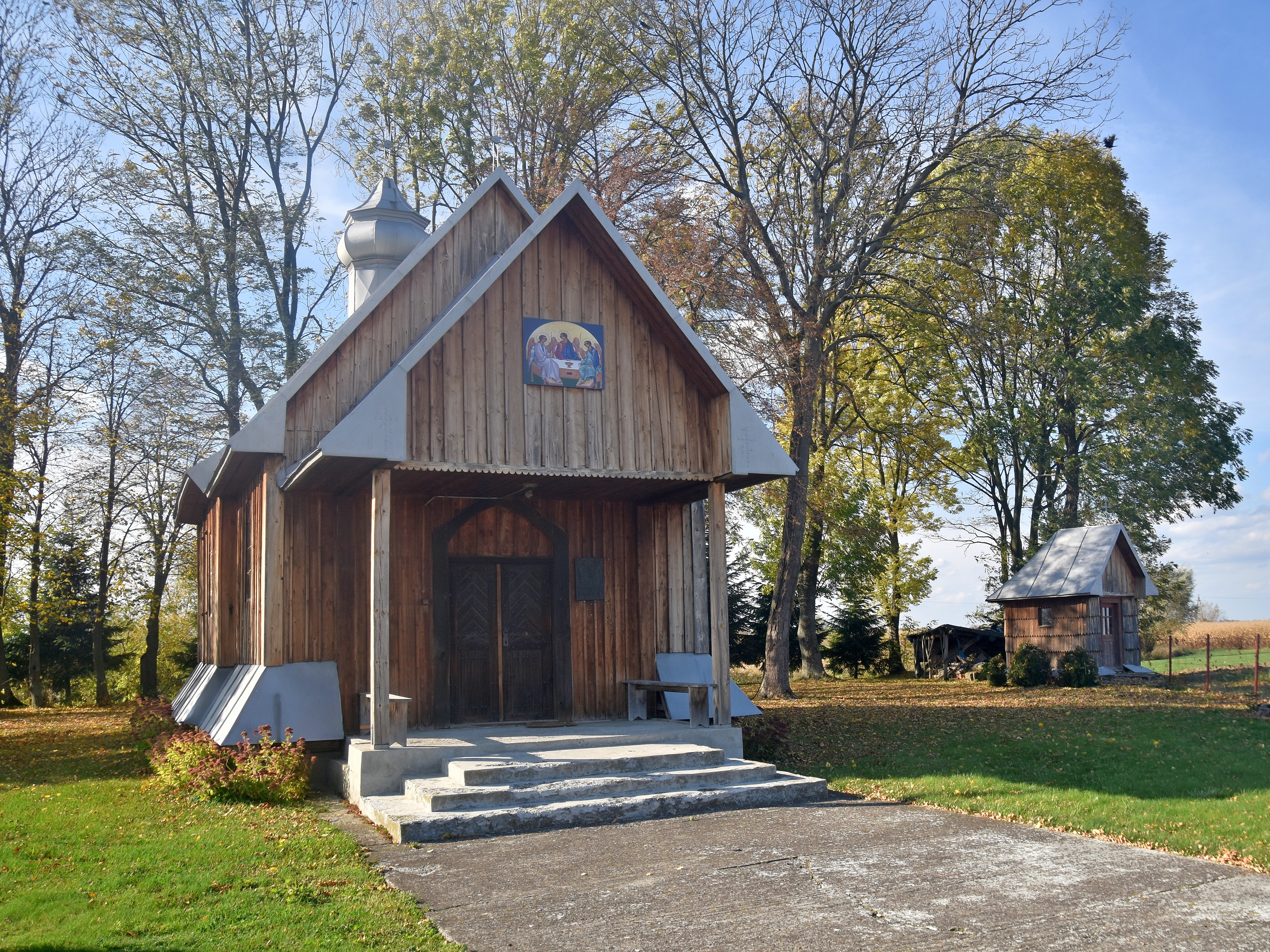
Widok ogólny
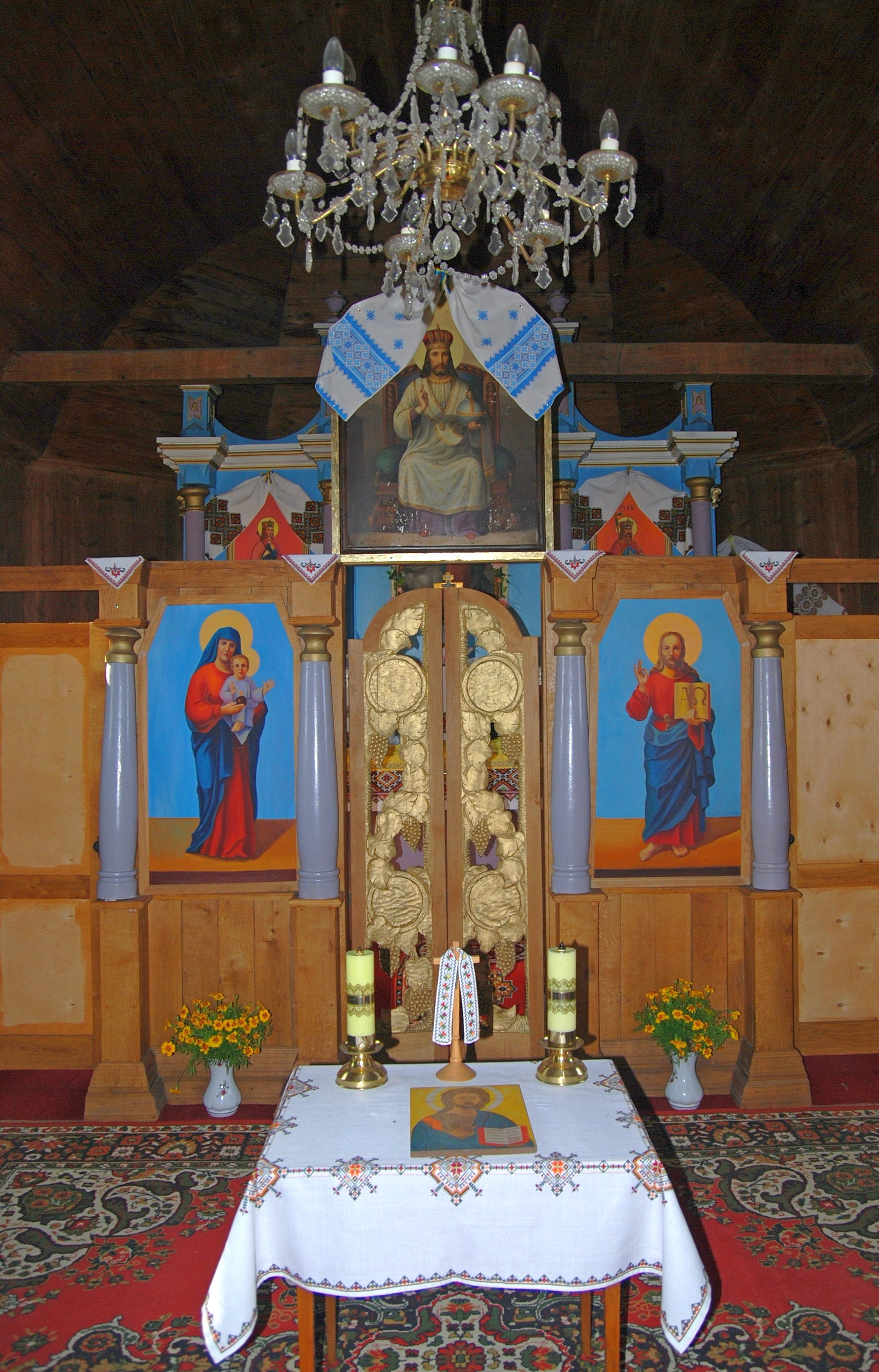
Wnętrze
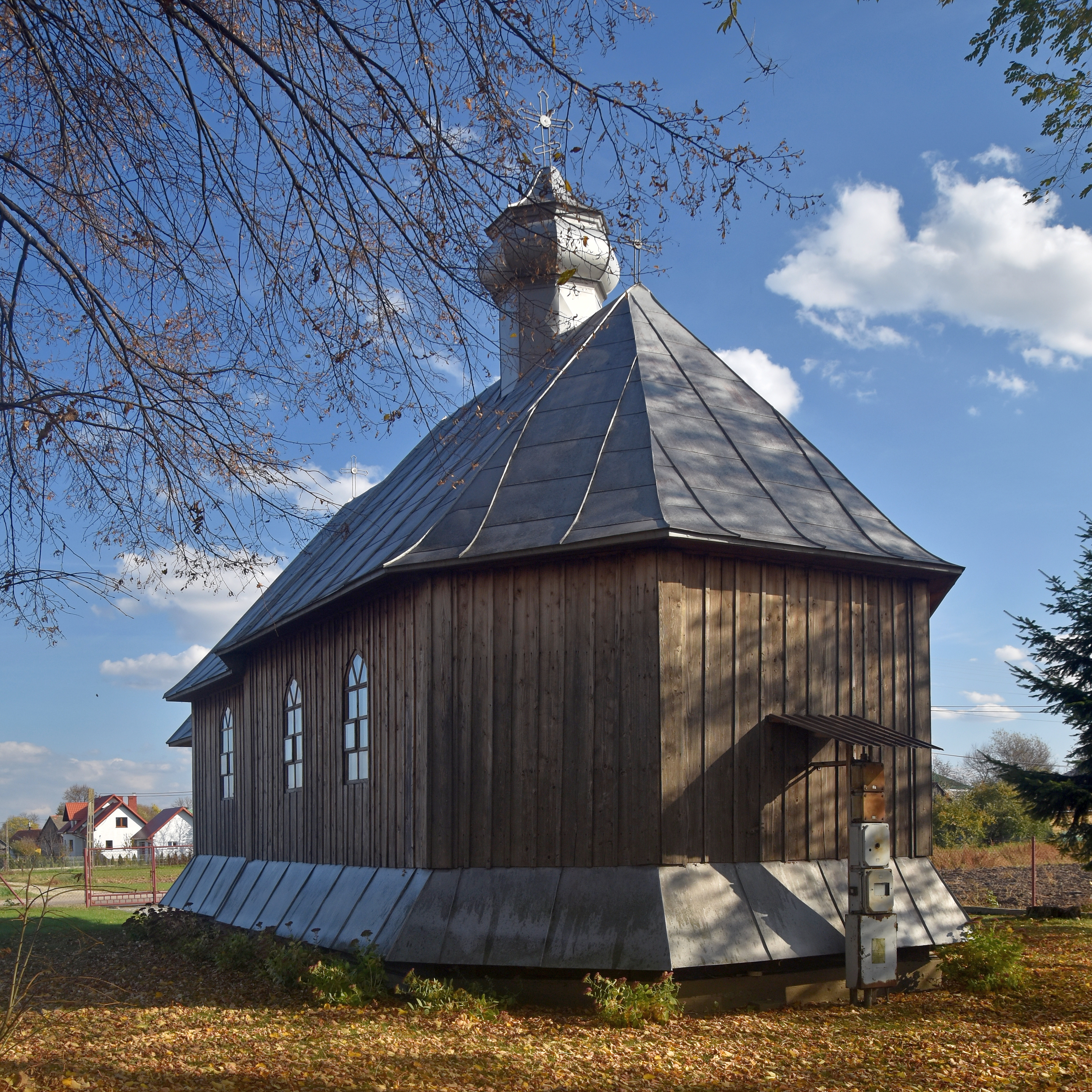
Widok od strony prezbiterium